# Mortiis
Mortiis — норвезький музичний гурт, який був заснований Говардом Еллефсеном в 1993 році.

## ІСТОРІЯ СТВОРЕННЯ ГУРТУ
Говард Еллефсеном був бас гітаристом гурту  Emperor 
Роки діяльності (1991-1993)
був змушений покинути свою діяльність в гурті і країну через те що дав кримінальні провадження проти музиканта Варґа Вікернеса  який був обвинований в вбивсті Євронімуса який разом з ним грав в гурті  Mayhem і ще за підпали церквів, і ще при обшуку квартили було знайдено 40 тон вибухівки 
і через це Говард був змушений покинути Норвегію і втікти в Францію  там він був прийнятий в організацію Темний легіон ( тусовка Блек метал музикантів Франції)
і ось там розпочалася його соло кар'єра

## Учасники гурту

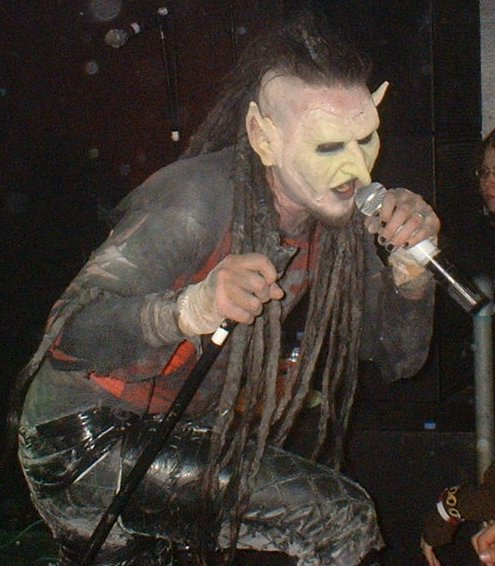
Mortiis на концерті в Лестері, 2005 рік.

Сучасний склад
Говард Еллефсен (норв. Håvard Ellefsen) — засновник та лідер гурту, вокал, програмування, мікс;

Леві Гаврон (норв. Levi Gawron) — гітара, басова гітара, програмування, мікс.

Колишні учасники
Сара Джезебель Дева — жіночий вокал (сопрано);

Leo Troy (Svein Tråserud) — барабани (2001—2007);

Осмонд Свейннунґард (Åsmund Sveinnungard) — гітара (2001—2005);

Ендрю Тоннесен (Endre Tonnesen) — студійний бас для альбому The Grudge;

Магнус Абельсен (Magnus Abelsen) — бас для альбому The Grudge;

Mortal (Anund Grini) — гітара (2001—2002);

Джо Летц (Joe Letz) — барабани (2008—2010);

Тім Ван Горн (Tim Van Horn) — живі барабани (2011);

Оге Тройте (Åge Trøite) — жива гітара (2005—2011);

Кріс Клінґ (Chris Kling) — живі барабани 2009—2011.

## Дискографія
| Ера     | Реліз | Альбом                             | Лейбл                                                    |
| Ера I   | 1993  | The Song of a Long Forgotten Ghost | Pagan Records / Witching Hour Prod                       |
| Ера I   | 1993  | Født til å Herske                  | Malicious Records / Dark Dungeon Music / Earache Records |
| Ера I   | 1994  | Ånden som Gjorde Opprør            | Cold Meat Industry / Earache Records                     |
| Ера I   | 1995  | Keiser Av En Dimensjon Ukjent      | Dark Dungeon Music / Earache Records                     |
| Ера I   | 1995  | Blood and Thunder (EP)             | Primitive Art Records                                    |
| Ера I   | 1996  | Crypt of the Wizard                | Dark Dungeon Music / Earache Records                     |
| Ера I   | 1999  | The Stargate                       | Earache Records                                          |
| Ера II  | 2001  | The Smell of Rain                  | Earache Records                                          |
| Ера III | 2004  | The Grudge                         | Earache Records                                          |
| Ера III | 2007  | Some Kind of Heroin                | Earache Records                                          |
| Ера III | 2010  | Perfectly Defect                   | Omnipresence Productions                                 |
| Ера 0   | 2016  | The Great Deceiver                 | Omnipresence Productions                                 |